# Теофіла Моравська
Теофіла Моравська (Teofila Morawska; за першим чоловіком Старженська, за другим Радзивіллова, за третім Чернишова; нар 12 квітня 1791, Варшава — пом 19 вересня 1828, Варшава) — польська красуня початку XIX століття, відома своєю вітряною вдачею та романами. Дружина найбагатшого у Польщі князя Домініка Єроніма Радзивілла і майбутнього військового міністра Олександра Чернишова.

## Життєпис
Народилася Теофіла Моравська 1791 року в родині польського генерал-майора, камергера Ігнатія-Карла Моравського, який іменував себе графом. У віці 14 років, 15 вересня 1805 року, проти своєї волі була одружена з Юзефаом Старженьським, але вважала за найкраще проводити час в будинку двоюрідного брата князя Домініка Радзивілла — Несвізькому замку. Письменник Фадей Булгарін, що зустрічав її в Несвіжі, згадував:
Кузіна князя Домініка, пані Старженьська, прекрасно і сміливо їздила верхи, що вельми подобалося князю. Тоді вона була в першій молодості, прекрасна, спритна, весела і дуже приємна у спілкуванні. День проходив у прогулянках, ввечері танцювали, грали в карти, в азартні ігри, або жартували. Князь Домінік був веселої вдачі, любив жартувати і сміятися, дотримуючись, однак, у всьому пристойність і хороший тон.
Вже у червні 1807 року Теофіла залишила чоловіка і повернулася до батьків. Причиною розриву був її роман із двоюрідним братом, князем, від якого вона 27 лютого 1807 року народила сина Олександра. Юзеф Старженьский не визнав дитину своєю, і більш пізні клопоти Теофіли Гнатівни визнати сина Радзивіллом закінчилося нічим. 5 вересня 1808 року Старженьські розлучилися. Шлюборозлучні справи Домініка Радзивілла з Єлизаветою Мнішек і Теофіли з Юзефом Старженьским обійшлися в 2 мільйони золотих.
15 березня 1809 року Теофіла Гнатівна обвінчалася з князем Радзивіллом у церкві бернардинів у Мінську. Після чого молодята вирушили у закордонну подорож: вони відвідали Берлін, Париж і Відень. До Польщі вони повернулися тільки в 1810 році і оселилися в Несвіжі. Під час поїздки в Парижі народилася їхня законна дочка Стефанія.

У 1813 році Домінік Радзивілл загинув в бою при Ханау. Вже через чотири місяці його вдова зав'язала у  Варшаві роман з колишнім ад'ютантом Юзефом Понятовським, флігель-ад'ютантом  Олександра I  Артуром Потоцьким. Справа йшла до весілля, але знайомство з фаворитом імператора Олександра генерал-ад'ютантом  Олександром Чернишовим змінило її плани. Весілля було скасовано, причому Чернишов теж розірвав відносини зі своєю нареченою. І в 1816 році вони одружилися. У липні 1817 року О. І. Чернишов писав:
 Я найщасливіша людина біля моєї дружини, яка красивіше, ніж будь-коли, … і кохає мене все більше і більше. 

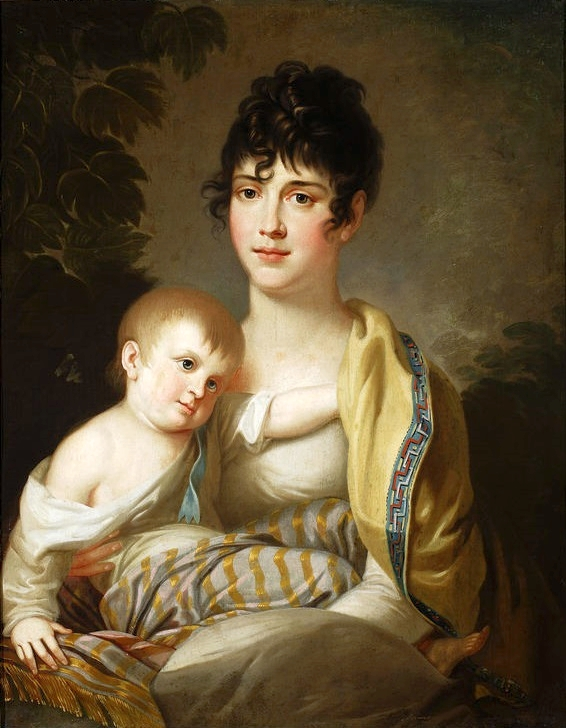
Теофіла з донькою Стефанією

Однак і цей шлюб був невдалим. Теофіла любила бали, їй кортіло бути в центрі уваги чоловіків, допускала легкий флірт. Спокійне сімейне життя не відповідала її ексцентричній вдачі. У той же час Чернишов вважав, що дружина буде ставитися до нього з повагою як фаворита імператора, героя французько-російської війни.
Свої враження від шлюбу вже через два роки Теофілія висловила імператору Олександру I. Вона запитала: «Ваша величність! Можна розлучитися з чоловіком, який нервує дружину щодня?» — «Безперечно!» — погодився Олександр. — «Так ось, пане, ваш Чернишов мучить мене нудьгою!». У 1818 році князь Петро Вяземський писав Олександру Булгакову: «Чутки про розлучення Чернишової, ймовірно, перейшли до вас від нас… Ревнощі і дурисвітство Чернишова стали гарним приводом для цих казок».
У 1819 році Теофіла Гнатівна залишила чоловіка і поїхала до Парижу з молодим красенем Сергієм Безобразовим. На той час розпочиналася справа про розлучення, що тягнулася неспішно. У 1822 році Булгаков писав з приводу другого одруження Чернишова: «Бідний Чернишов винагородить себе за все, що зазнав від сатани, першої своєї дружини. Тут вже говорять, що вона хоче перешкодити весіллю і приїхати з чоловіком миритися».

Теофіла Чернишова померла у Варшаві у 1828 році від туберкульозу. Князь Вяземський так характеризував її в листі Олександру Тургенєву:
Немає на світі жінки її дивніше, і вивчивши її ближче, стаєш певним, що вона не стільки розпусна, як мінлива. Життя для неї, як шматок, якого ніяк проковтнути не може; тому-то вона так і морщиться, і кривляється. Необхідно визнати, що нудотний Чернишов зовсім не до смаку їй був. Тутешні жінки не терплять петербурзького мудрування. Їм потрібні сильні відчуття, і вони швидше закохаються в ката, ніж мірліфлора або генерал-ад'ютанта. 

## Родина
У шлюбі зі старим Старженським у Теофіли Гнатівни народився син Олександр у 1807 році, однак чоловік її не визнав його своїм сином. У шлюбі з Радзивіллом народилася донька Стефанія (1809—1832), найбагатша наречена Східної Європи, фрейліна, яка згодом вийшла заміж за князя Лева Петровича Вітгенштейна (1799—1866), старшого сина генерал-фельдмаршала Петра Вітгенштейна.